# Постановка (серіал, 2020)
«Постано́вка» («Staged») — британський комедійний телесеріал у вигляді відеоконференцій.
Події в серіалі відбуваються в Великій Британії під час пандемії COVID-19. Головні ролі виконали Майкл Шин та Девід Теннант, які зіграли карикатурні версії самих себе. Також у серіалі знімалися Саймон Еванс, Джорджія Теннант, Анна Лундберг та Люсі Ітон. 
Серіал складається з трьох сезонів. Прем'єра першого сезону відбулася 10 червня 2020 року на BBC One, а другого — 4 січня 2021 року. Новорічний спецвипуск Comic Relief був завантажений на сторінку BritBox на YouTube 31 грудня 2021 року. Прем'єра третього сезону, BackStaged, відбулася 24 листопада 2022 року на BritBox.

## Опис
У першому сезоні Майкл Шин та Девід Теннант грають вигадані версії самих себе, намагаючись репетирувати виставу Луїджі Піранделло «Шість персонажів у пошуках автора» під час локдауну через відеоконференцію,  поки невпевнений у собі режисер Саймон намагається контролювати постановку.  
Другий сезон розповідає про «справжніх» Майкла та Девіда після успіху першого сезону «Постановки». Саймон починає роботу над американським рімейком першого сезону, але Майкла та Девіда не запросили повторно виконати свої ролі.
Третій сезон починається зі спроби Саймона переконати Майкла та Девіда погодитися на різдвяну версію «Шість персонажів у пошуках автора», а пізніше — на «Різдвяну пісню», перш ніж стати документальним фільмом про залаштункові події шоу під назвою «За лаштунками».

## У ролях
- Девід Теннант
- Майкл Шин
- Джорджія Теннант — дружина Девіда
- Анна Лундберг — дівчина Майкла
- Люсі Ітон — сестра Саймона
- Саймон Еванс — режисер вистави та серіалу «Постановка». Акторська роль Еванса в серіалі не вказана в титрах.

### Запрошені зірки
Запрошені зірки грають самих себе, якщо не зазначено інше.

#### Сезон 1
- Ніна Сосанья — Джо, фінансистка вистави
- Ребекка Ґейдж — Джанін, асистентка Джо (лише озвучка)
- Семюел Л. Джексон
- Адріан Лестер
- Джуді Денч

#### Сезон 2
- Ніна Сосанья
- Вупі Ґолдберг — Мері, агент Майкла та Девіда
- Бен Шварц — Том, асистент Мері
- Ромеш Ранганатан
- Майкл Пейлін
- Нік Фрост
- Саймон Пеґ
- Крістоф Вальц
- Юен Макгрегор
- Г'ю Бонневіль
- Кен Джонґ
- Джим Парсонс
- Джош Ґад
- Фібі Уоллер-Брідж
- Кейт Бланшетт

#### Сезон 3: За лаштунками
- Ніл Ґейман
- Пітер Де Джерсі в ролі Домініка/самого себе
- Джим Бродбент
- Ебоні Абоаг'є — Чарлі, документаліст
- Тай Теннант
- Бен Шварц
- Адріан Лестер
- Ніна Сосанья
- Лілі Мо Шин
- Олівія Колман
- Гарі Макіннон  1. ↑  Viacom International Studios Signs First-Look Deal With Infinity Hill (Exclusive). The Hollywood Reporter (англ.). 20 лютого 2020. Процитовано 1 квітня 2021.